# Université de Nagoya
L'université de Nagoya (en japonais, 名古屋大学, Nagoya Daigaku, abrégé en 名大 Mēdai) est une université japonaise, à Nagoya. Elle a été fondée en 1939 comme l'une des universités impériales du Japon.
En 2014, l'université a produit six lauréats du prix Nobel.

## Histoire

### Liste des présidents
| Motoji Shibusaya (渋沢元治) | 1939-1946 | Jun Ashida (芦田淳)          | 1969-1975 | Minoru Matsuo (松尾稔)         | 1998-2004   |
| Harukichi Tamura (田村春吉) | 1946-1949 | Naotaka Ishitzuka (石塚直隆) | 1975-1981 | Shin'ichi Hirano (平野眞一)    | 2004-2008   |
| Seizō Katsunuma (勝沼精蔵)  | 1949-1959 | Sōichi Iijima (飯島宗一)     | 1981-1987 | Michinari Hamaguchi (濵口道成) | Depuis 2008 |
| Saichi Matsusaka (松坂佐一) | 1959-1963 | Sachio Harakawa (早川幸男)   | 1987-1992 |                                |             |
| Ukichi Shinohara (篠原卯吉) | 1963-1969 | Nobuo Katō (加藤延夫)        | 1992-1998 |                                |             |

## Personnalités liées

### Étudiants
- Makoto Kobayashi, prix nobel de physique 2008
- Toshihide Maskawa, prix nobel de physique 2008
- Osamu Shimomura, prix nobel de chimie 2008
- Isamu Akasaki, prix Nobel de physique 2014
- Hiroshi Amano, prix Nobel de physique 2014
- Haneyuri, actrice, chanteuse et mannequin
- Faustin Luanga, ambassadeur itinérant de la République démocratique du Congo

### Enseignants
- Ryoji Noyori, prix Nobel de chimie 2001
- Isamu Akasaki, prix Nobel de physique 2014
- Hiroshi Amano, prix Nobel de physique 2014
- Tsuneko Okazaki, personne de mérite culturel 2015
- Fusa Miyake, physicienne spécialiste des rayons cosmiques, Commendation Award for Young Scientists 2017

## Sources
1. ↑  (ja) 名古屋大学 歴代総長略伝, Université de Nagoya, 60p. , consulté sur nua.jimu.nagoya-u.ac.jp le 26 septembre 2012